# Paramamoea parva
Paramamoea parva là một loài nhện trong họ Amphinectidae. Loài này được phát hiện ở New Zealand.